# Mirabilicoxa kussakini
Mirabilicoxa kussakini är en kräftdjursart som beskrevs av Golovan 2007. Mirabilicoxa kussakini ingår i släktet Mirabilicoxa och familjen Desmosomatidae. Inga underarter finns listade i Catalogue of Life.